# 翁郭楚
翁郭楚（？—？），又作翁高查、翁郭依，是卫拉特蒙古绰罗斯部領袖，养罕之子。
嘉靖二十年（1541年），土默特部俺答汗出征翁郭楚统领的卡尔梅克、兀良哈。嘉靖三十七年（1558年），俺答汗再次西征瓦剌翁郭楚丞相和卜都海太师。翁郭楚等人归附土默特部。俺答汗以女松布尔许配为翁郭楚。翁郭楚之后，其子布拉台吉嗣位。